# Bancroft-díj
A Bancroft-díjat minden évben kiosztja az amerikai Columbia Egyetem diplomácia vagy Amerika történelme témakörökben. A díjat 1948-ban alapították Frederic Bancroft történész, szerző és könyvtáros ötlete nyomán.  Az amerikai történelmi irodalom legrangosabb díjának tartott díj mellé 10 000 dollár jutalom is jár (az összeg 2004-ben, az alap létrehozásakor még csak 4 000 dollár volt).
| Év   | Író                                     | Könyv | Magyar nyelvű kiadás                                                 |
| ---- | --------------------------------------- | --- | -------------------------------------------------------------------- |
| 1948 | Allan Nevins                            | Ordeal of the Union. New York : Charles Scribner and Sons, 1947. |                                                                      |
| 1948 | Bernard DeVoto                          | Across the Wide Missouri. New York : Houghton Mifflin, 1947. |                                                                      |
| 1949 | Robert E. Sherwood                      | Roosevelt and Hopkins. New York : Harper & Brothers, 1948. | Roosevelt és Hopkins. Magvető Könyvkiadó, 1989. ISBN 9631414310      |
| 1949 | Samuel E. Morison                       | The Rising Sun in the Pacific. New York : Little, Brown, 1948. |                                                                      |
| 1950 | Lawrence H. Gipson                      | The Victorious Year, 1758-1760. New York : Alfred A. Knopf, 1949. Vol. VII of The Great War for Empire. |                                                                      |
| 1950 | Herbert Eugene Bolton                   | Coronado. Whittlesey House and the University of New Mexico Press, 1949. |                                                                      |
| 1951 | Arthur N. Holcombe                      | Our More Perfect Union. Cambridge, MA : Harvard University Press, 1950. |                                                                      |
| 1951 | Henry N. Smith                          | Virgin Land. Cambridge, MA : Harvard University Press, 1950. |                                                                      |
| 1952 | Merlo J. Pusey                          | Charles Evans Hughes. New York : Macmillan, 1951. |                                                                      |
| 1952 | C. Vann Woodward                        | Origins of the New South, 1877-1913. Baton Rouge, LA : Louisiana State University Press, 1951. |                                                                      |
| 1953 | George Dangerfield                      | The Era of Good Feelings. New York : Harcourt, Brace, 1952. |                                                                      |
| 1953 | Eric F. Goldman                         | Rendezvous with Destiny. New York : Alfred A. Knopf, 1952. |                                                                      |
| 1954 | Clinton Rossiter                        | Seedtime of the Republic. New York : Harcourt, Brace, 1953. |                                                                      |
| 1954 | William L. Langer és S. Everett Gleason | The Undeclared War. New York : Harper & Bros., 1953. |                                                                      |
| 1955 | Paul Horgan                             | Great River, The Rio Grande. Rinehart, 1954. |                                                                      |
| 1955 | Leonard D. White                        | The Jacksonians. New York : Macmillan, 1954. |                                                                      |
| 1956 | Elizabeth Stevenson                     | Henry Adams. New York : Macmillan, 1955. |                                                                      |
| 1956 | J. G. Randall és Richard N. Current     | Last Full Measure: Lincoln the President. New York : Dodd, Mead, 1955. |                                                                      |
| 1957 | George F. Kennan                        | Russia Leaves the War. Princeton, NJ : Princeton University Press, 1956. |                                                                      |
| 1957 | Arthur S. Link                          | Wilson: The New Freedom. Princeton, NJ : Princeton University Press, 1956. |                                                                      |
| 1958 | Arthur M. Schlesinger Jr.               | The Crisis of the Old Order. New York : Houghton Mifflin, 1957. |                                                                      |
| 1958 | Frank Luther Mott                       | A History of American Magazines. Vol. 4. Cambridge, MA : The Belknap Press of Harvard University Press, 1957. |                                                                      |
| 1959 | Ernest Samuels                          | Henry Adams, The Middle Years. Cambridge, MA : The Belknap Press of Harvard University Press, 1958. |                                                                      |
| 1959 | Daniel J. Boorstin                      | The Americans: The Colonial Experience. New York : Random House, 1958. | Az amerikaiak: A gyarmatosítás kora. Gondolat, 1991. ISBN 963282489X |
| 1960 | Robert Roswell Palmer                   | The Age of the Democratic Revolution: A Political History of Europe and America, 1760-1800. Princeton, NJ : Princeton University Press, 1959.                                                                                           |                                                                      |
| 1960 | Margaret Leech                          | In the Days of McKinley. New York : Harper & Bros., 1959. |                                                                      |
| 1961 | Merrill D. Peterson                     | The Jefferson Image in the American Mind. Oxford, Eng. : Oxford University Press, 1960. |                                                                      |
| 1961 | Arthur S. Link                          | Wilson: The Struggle for Neutrality, 1914-1915. Princeton, NJ : Princeton University Press, 1960. |                                                                      |
| 1962 | Lawrence A. Cremin                      | The Transformation of the School. New York : Alfred A. Knopf, 1961. |                                                                      |
| 1962 | Felix Gilbert                           | To the Farewell Address: Ideas of Early American Foreign Policy. Princeton, NJ : Princeton University Press, 1961. |                                                                      |
| 1962 | Martin Duberman                         | Charles Francis Adams, 1807-1866. New York : Houghton Mifflin, 1961. |                                                                      |
| 1963 | Page Smith                              | John Adams. New York : Doubleday, 1962. |                                                                      |
| 1963 | Roberta Wohlstetter                     | Pearl Harbor: Warning and Decision. Palo Alto, CA : Stanford University Press, 1962. |                                                                      |
| 1963 | John G. Stoessinger                     | The Might of Nations: World Politics in Our Time. New York : Random House, 1962. |                                                                      |
| 1964 | William E. Leuchtenburg                 | Franklin D. Roosevelt and the New Deal, 1932-1940. New York : Harper & Row, 1963. |                                                                      |
| 1964 | John L. Thomas                          | The Liberator: William Lloyd Garrison. New York : Little, Brown, 1963. |                                                                      |
| 1964 | Paul Seabury                            | Power, Freedom, and Diplomacy: The Foreign Policy of the United States of America. New York : Random House, 1963. |                                                                      |
| 1965 | Bradford Perkins                        | Castlereagh and Adams: England and the United States, 1812-1823. Berkeley, CA : University of California Press, 1964. |                                                                      |
| 1965 | William B. Willcox                      | Portrait of a General: Sir Henry Clinton in the War of Independence. New York : Alfred A. Knopf, 1964. |                                                                      |
| 1965 | Dorothy Borg                            | The United States and the Far Eastern Crisis of 1933-1938. Cambridge, MA : Harvard University Press, 1964. |                                                                      |
| 1966 | Richard B. Morris                       | The Peacemakers: The Great Powers and American Independence. New York : Harper & Row, 1965. |                                                                      |
| 1966 | Theodore W. Friend III                  | Between Two Empires: The Ordeal of the Philippines, 1929-1946. New Haven, CT : Yale University Press, 1965. |                                                                      |
| 1967 | William W. Freehling                    | Prelude to Civil War: The Nullification Controversy in South Carolina, 1816-1836. New York : Harper & Row, 1966. |                                                                      |
| 1967 | Charles Sellers                         | James K. Polk, Continentalist, 1843-1846. Vol. II. Princeton, NJ : Princeton University Press, 1966. |                                                                      |
| 1967 | James Sterling Young                    | The Washington Community, 1800-1828. Princeton, NJ : Princeton University Press, 1966. |                                                                      |
| 1968 | Henry Allen Bullock                     | A History of Negro Education in the South from 1619 to the Present. Cambridge, MA : Harvard University Press, 1967. |                                                                      |
| 1968 | Richard Bushman                         | From Puritan to Yankee: Character and Social Order in Connecticut, 1690-1765. Cambridge, MA : Harvard University Press, 1967. |                                                                      |
| 1968 | Bernard Bailyn                          | The Ideological Origins of the American Revolution. Cambridge, MA : The Belknap Press of Harvard University Press, 1967. |                                                                      |
| 1969 | Winthrop D. Jordan                      | White over Black: American Attitudes Toward the Negro, 1550-1812. Chapel Hill, NC : University of North Carolina Press for the Institute of Early American History and Culture, 1968.                                                   |                                                                      |
| 1969 | N. Gordon Levin Jr.                     | Woodrow Wilson and World Politics: America's Response to War and Revolution. Oxford, Eng. : Oxford University Press, 1968. |                                                                      |
| 1969 | Rexford Tugwell                         | The Brains Trust. New York : The Viking Press, 1968. |                                                                      |
| 1970 | Charles Sellers                         | Charles Willson Peale. New York : Charles Scribner's Sons, 1969. |                                                                      |
| 1970 | Gordon S. Wood                          | The Creation of the American Republic, 1776-1787. Chapel Hill, NC : University of North Carolina Press for the Institute of Early American History and Culture, 1969.                                                                   |                                                                      |
| 1970 | Dan T. Carter                           | Scottsboro: A Tragedy of the American South. Baton Rouge, LA : Louisiana State University Press, 1969. |                                                                      |
| 1971 | Erik Barnouw                            | The Image Empire: A History of Broadcasting in the United States from 1953. Vol. III. Oxford, Eng. : Oxford University Press, 1970. |                                                                      |
| 1971 | David M. Kennedy                        | Birth Control in America: The Career of Margaret Sanger. New Haven, CT : Yale University Press, 1970. |                                                                      |
| 1971 | Joseph Frazier Wall                     | Andrew Carnegie. Oxford, Eng. : Oxford University Press, 1970. |                                                                      |
| 1972 | Carl N. Degler                          | Neither Black Nor White. New York : Macmillan, 1971. |                                                                      |
| 1972 | Robert Middlekauff                      | The Mathers: Three Generations of Puritan Intellectuals, 1596-1728. Oxford, Eng. : Oxford University Press, 1971. |                                                                      |
| 1972 | Samuel E. Morison                       | The European Discovery of America: The Northern Voyages. Oxford, Eng. : Oxford University Press, 1971. |                                                                      |
| 1973 | Frances FitzGerald                      | Fire in the Lake: The Vietnamese and the Americans in Vietnam. Boston : Atlantic, Little, Brown, 1972. |                                                                      |
| 1973 | John Lewis Gaddis                       | The United States and the Origins of the Cold War. New York : Columbia University Press, 1972. |                                                                      |
| 1973 | Louis R. Harlan                         | Booker T. Washington. Oxford, Eng. : Oxford University Press, 1972. |                                                                      |
| 1974 | Ray Allen Billington                    | Frederick Jackson Turner: Historian, Scholar, Teacher. Oxford, Eng. : Oxford University Press, 1973. |                                                                      |
| 1974 | Townsend Hoopes                         | The Devil and John Foster Dulles. Boston : Atlantic, Little, Brown, 1973. |                                                                      |
| 1974 | Stephan Thernstrom                      | The Other Bostonians: Poverty and Progress in the American Metropolis, 1880-1970. Cambridge, MA : Harvard University Press, 1973. |                                                                      |
| 1975 | Robert Fogel és Stanley L. Engerman     | Time on the Cross: The Economics of American Negro Slavery and Time on the Cross: Evidence and Methods. Boston : Atlantic, Little, Brown, 1974.                                                                                         |                                                                      |
| 1975 | Alexander L. George és Richard Smoke    | Deterrence in American Foreign Policy: Theory and Practice. New York : Columbia University Press, 1974. |                                                                      |
| 1975 | Eugene Genovese                         | Roll, Jordan, Roll. New York : Pantheon, 1974. |                                                                      |
| 1976 | David Brion Davis                       | The Problem of Slavery in the Age of Revolution, 1770-1823. Ithaca, NY : Cornell University Press, 1975. |                                                                      |
| 1976 | R. W. B. Lewis                          | Edith Wharton: A Biography. New York : Harper & Row, 1975. |                                                                      |
| 1977 | Alan Dawley                             | Class and Community: The Industrial Revolution in Lynn. Cambridge, MA : Harvard University Press, 1976. |                                                                      |
| 1977 | Robert A. Gross                         | The Minutemen and Their World. New York : Hill and Wang, 1976. |                                                                      |
| 1977 | Barry W. Higman                         | Slave Population and Economy in Jamaica, 1807-1834. Cambridge, Eng. : Cambridge University Press, 1976. |                                                                      |
| 1978 | Alfred D. Chandler, Jr.                 | The Visible Hand: The Managerial Revolution in American Business. Cambridge, MA : Harvard University Press, 1977. |                                                                      |
| 1978 | Morton J. Horwitz                       | The Transformation of American Law, 1780-1860. Cambridge, MA : Harvard University Press, 1977. |                                                                      |
| 1979 | Christopher Thorne                      | Allies of a Kind: The United States, Britain, and the War Against Japan, 1941-1945. Oxford, Eng. : Oxford University Press, 1978. |                                                                      |
| 1979 | Anthony F. C. Wallace                   | Rockdale: The Growth of An American Village in the Early Industrial Revolution. New York : Alfred Knopf, 1978. |                                                                      |
| 1980 | Robert Dallek                           | Franklin D. Roosevelt and American Foreign Policy, 1932-1945. Oxford, Eng. : Oxford University Press, 1979. |                                                                      |
| 1980 | Thomas Dublin                           | Women at Work: The Transformation of Work and Community in Lowell, Massachusetts, 1826-1860. New York : Columbia University Press, 1979.                                                                                                |                                                                      |
| 1980 | Donald Worster                          | Dust Bowl: The Southern Plains in the 1930s. Oxford, Eng. : Oxford University Press, 1979. |                                                                      |
| 1981 | Ronald Steel                            | Walter Lipmann and the American Century. New York : Little, Brown, 1980. |                                                                      |
| 1981 | Jean Strouse                            | Alice James: A Biography. New York : Houghton Mifflin, 1980. |                                                                      |
| 1982 | Edward Countryman                       | A People in Revolution: The American Revolution and Political Society in New York, 1760-1790. Baltimore, MD : The Johns Hopkins University Press, 1981.                                                                                 |                                                                      |
| 1982 | Mary P. Ryan                            | Cradle of the Middle Class: The Family in Oneida County, New York, 1790-1865. Cambridge, Eng. : Cambridge University Press, 1981. |                                                                      |
| 1983 | John Putnam Demos                       | Entertaining Satan: Witchcraft and the Culture of Early New England. Oxford, Eng. : Oxford University Press, 1982. |                                                                      |
| 1983 | Nick Salvatore                          | Eugene V. Debs: Citizen and Socialist. Champaign, IL : University of Illinois Press, 1982. |                                                                      |
| 1984 | Louis R. Harlan                         | Booker T. Washington: The Wizard of Tuskegee, 1901-1915. Oxford, Eng. : Oxford University Press, 1982. |                                                                      |
| 1984 | Paul Starr                              | The Social Transformation of American Medicine: The Rise of a Sovereign Profession and the Making of a Vast Industry. New York : Basic Books, 1983.                                                                                     |                                                                      |
| 1985 | Suzanne Lebsock                         | The Free Women of Petersburg: Status and Culture in a Southern Town, 1784-1860. New York : Norton, 1984. |                                                                      |
| 1985 | Kenneth Silverman                       | The Life and Times of Cotton Mather. New York : Harper & Row, 1984. |                                                                      |
| 1986 | Kenneth T. Jackson                      | Crabgrass Frontier: The Suburbanization of the United States. Oxford, Eng. : Oxford University Press, 1985. |                                                                      |
| 1986 | Jacqueline Jones                        | Labor of Love, Labor of Sorrow: Black Women, Work, and the Family from Slavery to the Present. New York : Basic Books, 1985. |                                                                      |
| 1987 | Thomas Doerflinger                      | A Vigorous Spirit of Enterprise: Merchants and Economic Development in Revolutionary Philadelphia. Chapel Hill, NC : University of North Carolina Press for the Institute of Early American History and Culture, 1986.                  |                                                                      |
| 1987 | Roger Lane                              | Roots of Violence in Black Philadelphia, 1860-1900. Cambridge, MA : Harvard University Press, 1986. |                                                                      |
| 1988 | Michael S. Sherry                       | The Rise of American Air Power: The Creation of Armageddon. New Haven, CT : Yale University Press, 1987. |                                                                      |
| 1988 | Peter Kolchin                           | Unfree Labor: American Slavery and Russian Serfdom. Cambridge, MA : Harvard University Press, 1987. |                                                                      |
| 1989 | Eric Foner                              | Reconstruction: America's Unfinished Revolution, 1863-1877. New York : Harper & Row, 1988. |                                                                      |
| 1989 | Edmund S. Morgan                        | Inventing the People: The Rise of Popular Sovereignty in England and America. New York : W. W. Norton, 1988. |                                                                      |
| 1990 | James H. Merrell                        | The Indians' New World: Catawbas and Their Neighbors from European Contact through the Era of Removal. Chapel Hill, NC : University of North Carolina Press for the Institute of Early American History and Culture, 1989.              |                                                                      |
| 1990 | Neil R. McMillen                        | Dark Journey: Black Mississippians in the Age of Jim Crow. Champaign, IL : University of Illinois Press, 1989. |                                                                      |
| 1991 | Lizabeth Cohen                          | Making a New Deal: Industrial Workers in Chicago, 1919-1939. Cambridge, Eng. : Cambridge University Press, 1990. |                                                                      |
| 1991 | Laurel Thatcher Ulrich                  | A Midwife's Tale: The Life of Martha Ballard, Based on Her Diary, 1785-1812. New York : Alfred A. Knopf, 1990. |                                                                      |
| 1992 | William Cronon                          | Nature's Metropolis: Chicago and the Great West. New York : W. W. Norton, 1991. |                                                                      |
| 1992 | Charles Royster                         | The Destructive War: William Tecumseh Sherman, Stonewall Jackson, and the Americans. New York : Alfred A. Knopf, 1991. |                                                                      |
| 1993 | Charles Capper                          | The Private Years. Oxford, Eng. : Oxford University Press, 1992. Vol. 1 of Margaret Fuller: An American Romantic Life. |                                                                      |
| 1993 | Melvyn P. Leffler                       | A Preponderance of Power: National Security, the Truman Administration, and the Cold War. Palo Alto, CA : Stanford University Press, 1992.                                                                                              |                                                                      |
| 1994 | Stanley Elkins és Eric McKitrick        | The Age of Federalism: The Early American Republic, 1788-1800. Oxford, Eng. : Oxford University Press, 1993. |                                                                      |
| 1994 | Winthrop D. Jordan                      | Tumult and Silence at Second Creek: An Inquiry into a Civil War Slave Conspiracy. Baton Rouge, LA : Louisiana State University Press, 1993.                                                                                             |                                                                      |
| 1994 | David Levering Lewis                    | W. E. B. DuBois: The Biography of a Race, 1868-1919. New York : Henry Holt, 1993. |                                                                      |
| 1995 | John L. Brooke                          | The Refiner's Fire: The Making of Mormon Cosmology, 1644-1844. Cambridge, Eng. : Cambridge University Press, 1994. |                                                                      |
| 1995 | John Dittmer                            | Local People: The Struggle for Civil Rights in Mississippi. Champaign, IL : University of Illinois Press, 1994. |                                                                      |
| 1996 | Alan Taylor                             | William Cooper's Town: Power and Persuasion on the Frontier of the Early American Republic. New York : Alfred A. Knopf, 1995. |                                                                      |
| 1996 | David S. Reynolds                       | Walt Whitman's America: A Cultural Biography. New York : Alfred A. Knopf, 1995. |                                                                      |
| 1997 | David E. Kyvig                          | Explicit and Authentic Acts: Amending the U.S. Constitution, 1776-1795. Lawrence, KS : University of Kansas Press, 1996. |                                                                      |
| 1997 | James T. Patterson                      | Grand Expectations: The United States, 1945-1974. Oxford, Eng. : Oxford University Press, 1996. |                                                                      |
| 1998 | Christine Leigh Heyrman                 | Southern Cross: The Beginnings of the Bible Belt. New York : Alfred A. Knopf, 1997. |                                                                      |
| 1998 | Walter LaFeber                          | The Clash: A History of U.S.-Japan Relations. New York : W. W. Norton, 1997. |                                                                      |
| 1998 | Thomas J. Sugrue                        | The Origins of the Urban Crisis: Race and Inequality in Postwar Detroit. Princeton, NJ : Princeton University Press, 1997. |                                                                      |
| 1999 | Ira Berlin                              | Many Thousands Gone: The First Two Centuries of Slavery in North America. Cambridge, MA : Harvard University Press, 1998. |                                                                      |
| 1999 | Philip D. Morgan                        | A Slave Counterpoint: Black Culture in Eighteenth-Century Chesapeake and Low Country. Chapel Hill, NC : University of North Carolina Press for the Omohundro Institute of Early American History and Culture, 1998.                     |                                                                      |
| 1999 | Jill Lepore                             | The Name of War: King Philip's War and the Origins of American Identity. New York : Alfred A. Knopf, 1998. |                                                                      |
| 2000 | James H. Merrell                        | Into the American Woods: Negotiators on the American Frontier. New York : W. W. Norton, 1999. |                                                                      |
| 2000 | John Dower                              | Embracing Defeat: Japan in the Wake of World War II. New York : W. W. Norton and The New Press, 1999. |                                                                      |
| 2000 | Linda Gordon                            | The Great Arizona Orphan Abduction. Cambridge, MA : Harvard University Press, 1999. |                                                                      |
| 2001 | Michael Bellesiles                      | Arming America, The Origins of a National Gun Culture. New York : Alfred A. Knopf, 2000. (A díjat 2002-ben elvették az írótól.) |                                                                      |
| 2001 | Susan Lee Johnson                       | Roaring Camp: The Social World of the California Gold Rush. New York : W. W. Norton, 2000. |                                                                      |
| 2001 | David Nasaw                             | The Chief: The Life of William Randolph Hearst. New York : Houghton Mifflin, 2000. |                                                                      |
| 2002 | David W. Blight                         | Race and Reunion: The Civil War in American Memory. Cambridge, MA : Belknap Press of Harvard University Press, 2001. |                                                                      |
| 2002 | Alice Kessler-Harris                    | In Pursuit of Equity: Women, Men, and the Quest for Economic Citizenship in 20th-Century America. Oxford, Eng. : Oxford University Press, 2001.                                                                                         |                                                                      |
| 2003 | James F. Brooks                         | Captives and Cousins: Slavery, Kinship, and Community in the Southwest Borderlands. Chapel Hill, NC : University of North Carolina Press for the Omohundro Institute of Early American History and Culture, 2002.                       |                                                                      |
| 2003 | Alan Gallay                             | The Indian Slave Trade: The Rise of the English Empire in the American South, 1670-1717. New Haven, CT : Yale University Press, 2002.                                                                                                   |                                                                      |
| 2004 | Edward L. Ayers                         | In the Presence of Mine Enemies: War in the Heart of America, 1859-1863. New York : W. W. Norton, 2003. |                                                                      |
| 2004 | Steven Hahn                             | A Nation Under Our Feet: Black Political Struggles in the Rural South from Slavery to the Great Migration. Cambridge, MA : Belknap Press of Harvard University Press, 2003.                                                             |                                                                      |
| 2004 | George M. Marsden                       | Jonathan Edwards: A Life. New Haven, CT : Yale University Press, 2003. |                                                                      |
| 2005 | Melvin Patrick Ely                      | Israel on the Appomattox: A Southern Experiment in Black Freedom from the 1790s Through the Civil War. New York : Alfred A. Knopf, 2004.                                                                                                |                                                                      |
| 2005 | Michael J. Klarman                      | From Jim Crow to Civil Rights: The Supreme Court and the Struggle for Racial Equality. Oxford, Eng. : Oxford University Press, 2004. |                                                                      |
| 2005 | Michael O’Brien                         | Conjectures of Order: Intellectual Life and the American South, 1810-1860. Chapel Hill, NC : University of North Carolina Press, 2004.                                                                                                  |                                                                      |
| 2006 | Erskine Clarke                          | Dwelling Place: A Plantation Epic. New Haven : Yale University Press, 2005. |                                                                      |
| 2006 | Odd Arne Westad                         | The Global Cold War: Third World Interventions and the Making of Our Times. Cambridge and New York : Cambridge University Press, 2005.                                                                                                  |                                                                      |
| 2006 | Sean Wilentz                            | The Rise of American Democracy: Jefferson to Lincoln. New York : W. W. Norton, 2005. |                                                                      |
| 2007 | Jack Temple Kirby                       | Mockingbird Song: Ecological Landscapes of the South. Chapel Hill, NC : University of North Carolina Press, 2006. |                                                                      |
| 2007 | Robert D. Richardson                    | William James: In the Maelstrom of American Modernism. Boston, MA : Houghton Mifflin, 2006. |                                                                      |
| 2008 | Allan M. Brandt                         | The Cigarette Century: The Rise, Fall, and Deadly Persistence of the Product that Defined America. New York : Basic Books, 2007. |                                                                      |
| 2008 | Charles Postel                          | The Populist Vision. New York : Oxford University Press, 2007. |                                                                      |
| 2008 | Peter Silver                            | Our Savage Neighbors: How Indian War Transformed Early America. New York : W. W. Norton, 2007. |                                                                      |
| 2009 | Thomas G. Andrews                       | Killing for Coal: America's Deadliest Labor War. Cambridge, MA : Harvard University Press, 2008. |                                                                      |
| 2009 | Drew Gilpin Faust                       | This Republic of Suffering: Death and the American Civil War. New York : Alfred A. Knopf, 2008. |                                                                      |
| 2009 | Pekka Hämäläinen                        | The Comanche Empire. New Haven, CT: Yale University Press, 2008. |                                                                      |
| 2010 | Linda Gordon                            | Dorothea Lange: A Life Beyond Limits. New York : W.W. Norton & Company, 2009. |                                                                      |
| 2010 | Woody Holton                            | Abigail Adams. New York : Free Press, 2009. |                                                                      |
| 2010 | Margaret D. Jacobs                      | White Mother to a Dark Race: Settler Colonialism, Maternalism, and the Removal of Indigenous Children in the American West and Australia, 1880-1940. Lincoln, NE : University of Nebraska Press, 2009.                                  |                                                                      |
| 2011 | Sara Dubow                              | Unborn America: A History of the Fetus in Modern America. New York : Oxford University Press, 2010. |                                                                      |
| 2011 | Eric Foner                              | The Fiery Trial: Abraham Lincoln and American Slavery. New York : W. W. Norton & Company, 2010. |                                                                      |
| 2011 | Christopher Tomlins                     | Freedom Bound: Law, Labor, and Civic Identity in Colonizing English America, 1580-1865. Cambridge, Eng., and New York : Cambridge University Press, 2010.                                                                               |                                                                      |
| 2012 | Tomiko Brown-Nagin                      | Courage to Dissent: Atlanta and the Long History of the Civil Rights Movement. New York: Oxford University Press, 2011. |                                                                      |
| 2012 | Anne F. Hyde                            | Empires, Nations, and Families: A History of the North American West, 1800–1860. University of Nebraska Press, 2011. |                                                                      |
| 2012 | Daniel T. Rodgers                       | Age of Fracture. The Belknap Press of Harvard University Press, 2011. |                                                                      |
| 2013 | W. Jeffrey Bolster                      | The Mortal Sea: Fishing the Atlantic in the Age of Sail |                                                                      |
| 2013 | John Fabian Witt                        | Lincoln’s Code: The Laws of War in American History |                                                                      |
| 2014 | Ari Kelman                              | A Misplaced Massacre: Struggling over the Memory of Sand Creek.Cambridge, MA : Harvard University Press, 2013 |                                                                      |
| 2014 | Ira Katznelson                          | Fear Itself: The New Deal and the Origins of Our Time. Liveright Publishing Corporation, 2013. |                                                                      |
| 2015 | Sven Beckert                            | Empire of Cotton: A Global History. New York : Alfred Knopf, 2014 |                                                                      |
| 2015 | Greg Grandin                            | The Empire of Necessity: Slavery, Freedom, and Deception in the New World. New York : Metropolitan Books/Henry Holt & Company, 2014. |                                                                      |
| 2016 | Mary Sarah Bilder                       | Madison's Hand: Revising the Constitutional Convention. Cambridge, Massachusetts : Harvard University Press, 2015. |                                                                      |
| 2016 | Deborah Rosen                           | Border Law: The First Seminole War and American Nationhood. Cambridge, Massachusetts : Harvard University Press, 2015. |                                                                      |
| 2016 | Andrew Lipman                           | The Saltwater Frontier: Indians and the Contest for the American Coast. New Haven, CT : Yale University Press, 2015. |                                                                      |
| 2017 | Andrés Reséndez                         | The Other Slavery: The Uncovered Story of Indian Slavery in America. New York : Houghton Mifflin Harcourt, 2016. |                                                                      |
| 2017 | Heather Ann Thompson                    | Blood in the Water: The Attica Prison Uprising of 1971 and Its Legacy. New York : Pantheon Books, 2016. |                                                                      |
| 2017 | Nancy Tomes                             | Remaking the American Patient: How Madison Avenue and Modern Medicine Turned Patients Into Consumers. Chapel Hill, NC : University of North Carolina Press, 2016.                                                                       |                                                                      |
| 2018 | Waldo Heinrichs és Marc Gallicchio      | Implacable Foes: War in the Pacific, 1944-1945. Oxford : Oxford University Press, 2017. |                                                                      |
| 2018 | Louis S. Warren                         | God’s Red Son: The Ghost Dance Religion and the Making of Modern America. New York : Basic Books, 2017. |                                                                      |
| 2018 | Douglas S. Winiarski                    | Darkness Falls on the Land of Light: Experiencing Religious Awakenings in Eighteenth-Century New England. Chapel Hill, NC : University of North Carolina Press for the Omohundro Institute of Early American History and Culture, 2017. |                                                                      |
| 2019 | David W. Blight                         | Frederick Douglass: Prophet of Freedom. New York : Simon and Schuster, 2018. |                                                                      |
| 2019 | Lisa Brooks                             | Our Beloved Kin: A New History of King Philip's War. New Haven : Yale University Press, 2018. |                                                                      |
| 2020 | Lizabeth Cohen                          | Saving America's Cities: Ed Logue and the Struggle to Renew Urban America in the Suburban Age. New York : Farrar, Straus and Giroux, 2019.                                                                                              |                                                                      |
| 2020 | Joseph P. Reidy                         | Illusions of Emancipation: The Pursuit of Freedom and Equality in the Twilight of Slavery. Chapel Hill : The University of North Carolina Press, 2019.                                                                                  |                                                                      |
| 2021 | Claudio Saunt                           | Unworthy Republic: The Dispossession of Native Americans and the Road to Indian Territory. New York : W. W. Norton & Company, 2020. |                                                                      |
| 2021 | Andy Horowitz                           | Katrina: A History, 1915-2015. Cambridge : Harvard University Press, 2020. |                                                                      |